# روبرتو وايس
روبرتو وايس (بالإيطالية: Roberto Weiss)‏ هو مؤرخ إيطالي، ولد في 21 يناير 1906 في ميلانو في إيطاليا، وتوفي في 10 أغسطس 1969 بسبب نوبة قلبية.